# Walter Heynowski
Walter Heynowski   (Ingolstadt, 20 de novembre de 1927 - 6 de novembre de 2024) va ser un dels més famosos i importants directors de cinema documental i de propaganda de la República Democràtica Alemanya juntament amb Gerhard Scheumann. També va treballar com a redactor, guionista i productor en nombroses pel·lícules.

## Biografia
Després de la Segona Guerra Mundial, en la qual va participar com a ajudant de la força aèria i soldat, va començar a estudiar teologia i economia a la Universitat de Tubinga, abans de ser editor de la revista juvenil de Reutlingen Die Zukunft a partir de 1946.
A finals de 1948 va arribar a Berlín, on inicialment va treballar com a editor del Berliner Zeitung. Del 1949 al 1955 va ser redactor en cap de la revista satírica Frischer Wind, que va aparèixer a partir del 1954 amb el títol Eulenspiegel. Va ser el fundador de l' Eulenspiegel-Buchverlag. Des del 1956 va treballar per la Deutscher Fernsehfunk (DFF), inicialment com a autor, director i cap de la sèrie Zeitgezeich, des del 1959 com a director general adjunt i director de programes. Durant aquest temps, Heynowski va treballar principalment amb el càmera Rolf Sperling, la tècnica del qual va continuar sent una característica que defineix l'estil per al treball posterior de Heynowski.
El 1963 es va traslladar a l'estudi de cinema documental Deutsche Film AG (DEFA), on va treballar com a autor i director i des del 1965 va treballar amb Gerhard Scheumann. El 1969 es va fundar un estudi de cinema conjunt, independent de DEFA: Studio H & S.
Després d'un discurs crític de Gerhard Scheumann sobre el tema de la «política mediàtica del SED» al IV Congrés de Creadors de Cinema i Televisió de la RDA, es va ordenar la clausura de l'estudi. Heynowski i Scheumann van tornar a DEFA. Al mateix temps, als dos autors també se'ls va prohibir l'ús del seu logotip H&S. La prohibició només es va aixecar el 1986 amb la pel·lícula "Die Generalen" sobre els generals per la pau.
Walter Heynowski va treballar a l'estudi de cinema documental DEFA fins al 1991. Va ser membre de l'Acadèmia de les Arts de la RDA i va guanyar diversos premis nacionals.

## Filmografia
- 1960: Mord in Lwow
- 1961: Aktion J
- 1963: Brüder und Schwestern
- 1964: Kommando 52
- 1965: O.K.
- 1966: Der lachende Mann – Bekenntnisse eines Mörders
- 1966: Wink vom Nachbarn – Bemerkungen zum Festival
- 1966: Ehrenmänner
- 1966: Grüße von Ost nach West
- 1966: PS zum lachenden Mann (TV, Buch und Regie)
- 1966: 400 cm³
- 1967: Heimweh nach der Zukunft – Max Steenbeck erzählt
- 1967: Geisterstunde – Auge in Auge mit dem Mittelalter
- 1967: Der Zeuge
- 1967: Mit vorzüglicher Hochachtung
- 1967: Der Fall Bernd K.
- 1968: Piloten im Pyjama
- 1969: Der Präsident im Exil
- 1970: Der Mann ohne Vergangenheit
- 1971: Bye-bye Wheelus
- 1971: 100
- 1972: Remington Cal. 12
- 1973: Im Zeichen der Spinne
- 1974: Yo he sido, yo soy, yo seré
- 1974: ¡Ciudadanos de mi patria!
- 1974: Der Krieg der Mumien
- 1974: Ich war, ich bin, ich werde sein
- 1974: Psalm 18
- 1975: Der weiße Putsch (Regie)
- 1975: Meiers Nachlass
- 1975: Geldsorgen
- 1976: Eine Minute Dunkel macht uns nicht blind
- 1976: Eintritt kostenlos
- 1976: Die Teufelsinsel
- 1976: Immer wenn der Steiner kam
- 1977: Vietnam 4 – Die eiserne Festung '
- 1977: Der erste Reis danach
- 1977: Ich bereue aufrichtig
- 1977: Die eiserne Festung
- 1978: Salmo 18
- 1978: Die Toten schweigen nicht
- 1978: Am Wassergraben
- 1978: Im Feuer bestanden
- 1979: Phoenix
- 1980: Kampuchea – Sterben und Auferstehen
- 1981: Die Angkar
- 1981: Exercices
- 1985: Hector Cuevas
- 1986: Die Generale
- 1988: Die Lüge und der Tod
- 1988: Kamerad Krüger
- 1989: Die dritte Haut